# Trophodeinus arizonensis
Trophodeinus arizonensis är en tvåvingeart som först beskrevs av Borgmeier 1963.  Trophodeinus arizonensis ingår i släktet Trophodeinus och familjen puckelflugor.
Artens utbredningsområde är Arizona. Inga underarter finns listade i Catalogue of Life.